# Melissa Fleming

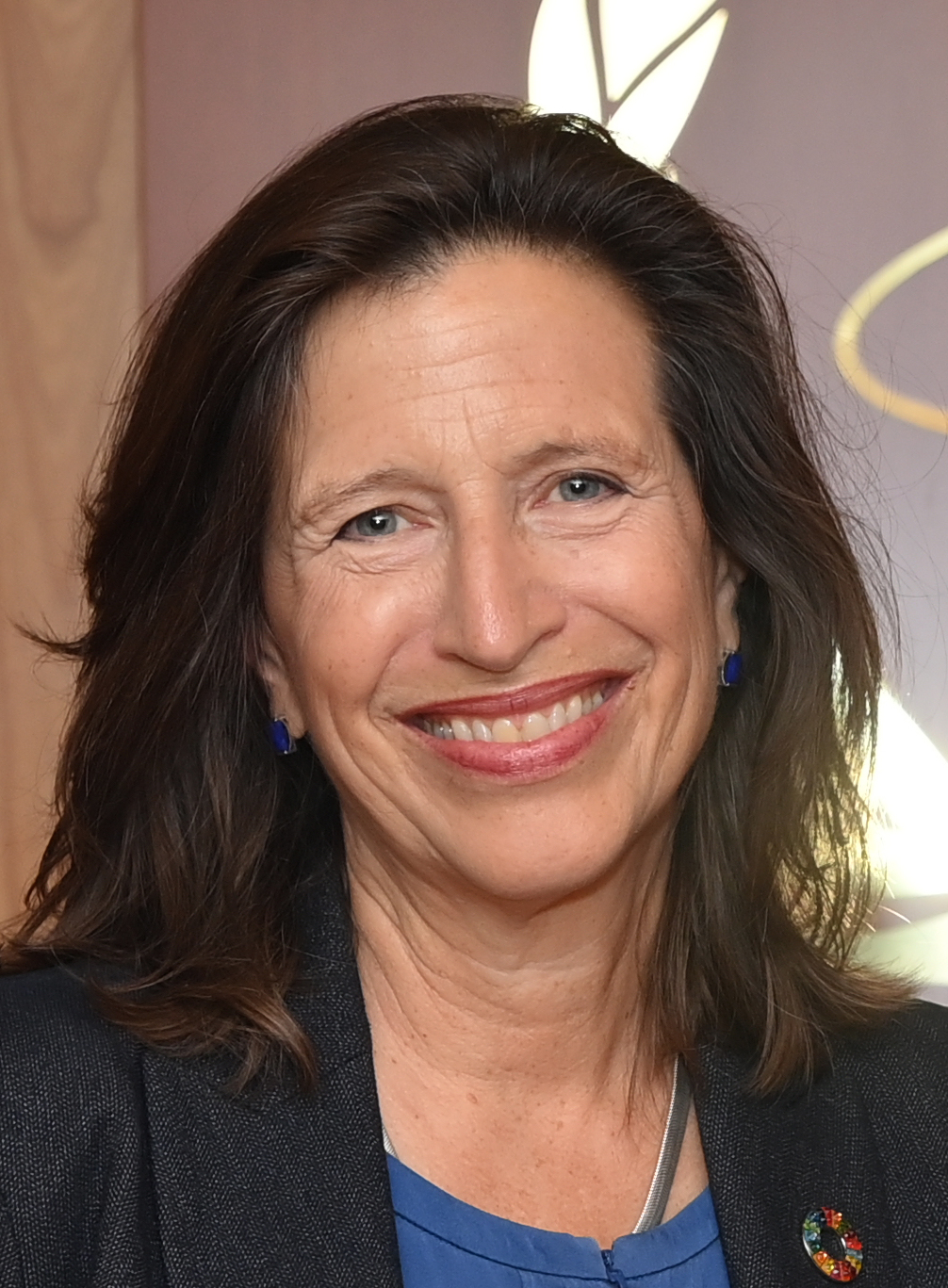
Melissa Fleming

Melissa Ruth Fleming ist eine US-amerikanische Journalistin und UN-Beamtin. Seit 1. September 2019 leitet sie die Hauptabteilung für Globale Kommunikation der Vereinten Nationen.

## Ausbildung
Fleming studierte von 1982 bis 1986 Germanistik am Oberlin College, Ohio. Sie schloss dieses Studium mit dem Bachelor-Grad ab.
Von 1988 bis 1989 studierte sie Rundfunkjournalismus an der Boston University, Massachusetts. In diesem Studium erwarb sie einen Master.

## Beruflicher Werdegang
Fleming begann ihre Karriere als Journalistin. Von 1989 bis August 1994 arbeitete sie als Spezialistin für Öffentlichkeitsarbeit für Radio Free Europe/Radio Liberty in München. Von September 1994 bis Januar 2001 arbeitete sie als leitende Pressesprecherin der Organisation für Sicherheit und Zusammenarbeit in Europa (OSCE) in Wien und von Januar 2001 bis Juni 2009 für die Internationale Atomenergie-Organisation IAEA in Wien, also während der Zeit, als die IAEA ihre Atominspektionen im Iran, Irak und Nordkorea durchführte und 2005 den Friedensnobelpreis zugesprochen bekam.
Von Juli 2009 bis 2019 arbeitete sie als leitende Pressesprecherin des Hochkommissars der Vereinten Nationen für Flüchtlinge (UNHCR) in Genf. Bei UNHCR leitete sie globale Medienkampagnen, Engagement in den sozialen Medien und einen Multimedia-Nachrichtendienst, um Geschichten zu verbreiten, die darauf abzielen, Empathie zu wecken und Hilfeleistungen für Flüchtlinge zu inspirieren. Große Aufmerksamkeit in Deutschland und in Europa erregte Fleming mit ihren Aussagen zur Flüchtlingskrise in Europa 2015: Sie sah damals Deutschland in der Flüchtlingskrise allein gelassen, aber keineswegs in einer verzweifelten Situation. Im Gegenteil böten die Flüchtlinge auch große Chancen für das Land.
Fleming gilt weltweit als bedeutende Expertin in Flüchtlingsfragen und ist häufiger Interviewgast. Sie hielt mehrere TED-Vorträge und ist Moderatorin des preisgekrönten Podcasts Awake at Night. 
In ihrem Buch „Doaa – Meine Hoffnung trug mich über das Meer“ erzählt sie die Fluchterlebnisse einer jungen syrischen Frau. Business Insider hat das Buch in seine Liste der 21 fesselndsten Biografien aller Zeiten aufgenommen.
Von 2016 bis 2017 diente sie als Senior Beraterin und Sprecherin des Übergangsteams des neuen Generalsekretärs der Vereinten Nationen. Im April 2016 absolvierte sie ein Residenzprogramm als Policy Fellow am Bellagio Center der Rockefeller Foundation. Im Mai 2017 wurde ihr vom Columbia University Teachers College die Medal for Distinguished Service für ihre Arbeit für Flüchtlinge verliehen.
Am 1. September 2019 wurde sie Unter-Generalsekretärin der Vereinten Nationen und als Nachfolgerin von Alison Smale Leiterin der UN-Hauptabteilung für Globale Kommunikation.

## Veröffentlichungen von Melissa Fleming
- Doaa – meine Hoffnung trug mich über das Meer, München 2017, Knaur, ISBN 978-3-426-21407-7 (deutsche Erstausgabe von: A hope more powerful than the sea)